# Juan Eugenio Rostaing La Torre
Juan Eugenio Rostaing La Torre fue un futbolista peruano. Nació en la ciudad de Lima el 16 de mayo de 1903. Desde muy niño jugó reñidos partidos con pelota de trapo junto a su hermano Miguel en las calles de La Victoria hasta que en 1921 formaron parte del equipo de pueblo, como se le denomina al Alianza Lima. Sus padres fueron Miguel Rostaing y Victoria La Torre.
Jugó en el equipo blanquiazul entre 1922 y 1935, participando en 76 partidos y anotando 2 goles. Disputó el primer clásico y obtuvo cinco títulos en los años 1927, 1928, 1931, 1932 y 1933. Se acomodó en la defensa hasta convertirse en uno de los backs más recordados en la historia del club.
Jugaba en el puesto de zaguero central, era alto y robusto, infundía mucho respeto a los rivales, no había centro que no lo despejara con prontitud y hacia una pareja impasable junto al Dr. Soria. Se le conocía como el fantasma del área por su habilidad para quitarle la pelota a sus rivales. También fue apodado el gaucho o el fantasma de la ópera por su afición a los tangos y su vestimenta con chalina y sombrero. 
Fue padre de Víctor Rostaing, destacado jugador aliancista de los años sesenta. Falleció en la tarde el 22 de abril de 1976 a los 72 años en el Hospital Guillermo Almenara del distrito limeño de La Victoria. Estuvo casado con Gertrudis Vernaza Oliva (1912-?) desde el 22 de octubre de 1957.

## Campeonatos nacionales
| Título                 | Club         | País | Año  |
| ---------------------- | ------------ | ---- | ---- |
| Liga Peruana de Fútbol | Alianza Lima | Perú | 1927 |
| Liga Peruana de Fútbol | Alianza Lima | Perú | 1928 |
| Liga Peruana de Fútbol | Alianza Lima | Perú | 1931 |
| Liga Peruana de Fútbol | Alianza Lima | Perú | 1932 |
| Liga Peruana de Fútbol | Alianza Lima | Perú | 1933 |